# 大阪創造都市市民会議
大阪創造都市市民会議（おおさかそうぞうとししみんかいぎ）は、大阪市を中心に文化活動にかかわる市民らが中心となって、2007年に組織された団体。通称は、クリエイティブオオサカ。NPO法人化を目指している。

## 概要
大阪を真の創造都市にすることを目的とする。創造都市について考えるシンポジウム、ワークショップを開催する。また、クリエイティブカフェを通じて、市民の交流の場を創出している。創造都市実現のために行政との対話、協働を実施する。

### 事務局所在地
- 大阪市北区南扇町6-28 大阪市水道局扇町庁舎3F 大阪市立大学都市研究プラザ扇町プラザ内

### 主な発起人
- 木津川計（雑誌『上方芸能』代表）
- 佐々木雅幸（本会議代表世話人、大阪市立大学教授）
- 佐藤友美子（サントリー文化財団上席研究フェロー）
- 橋爪紳也（大阪府立大学特別教授）
- 平田オリザ（劇作家・演出家・大阪大学教授）
- 森村泰昌（美術家）
- 鷲田清一（大阪大学総長）